# Liste der CD-i-Spiele

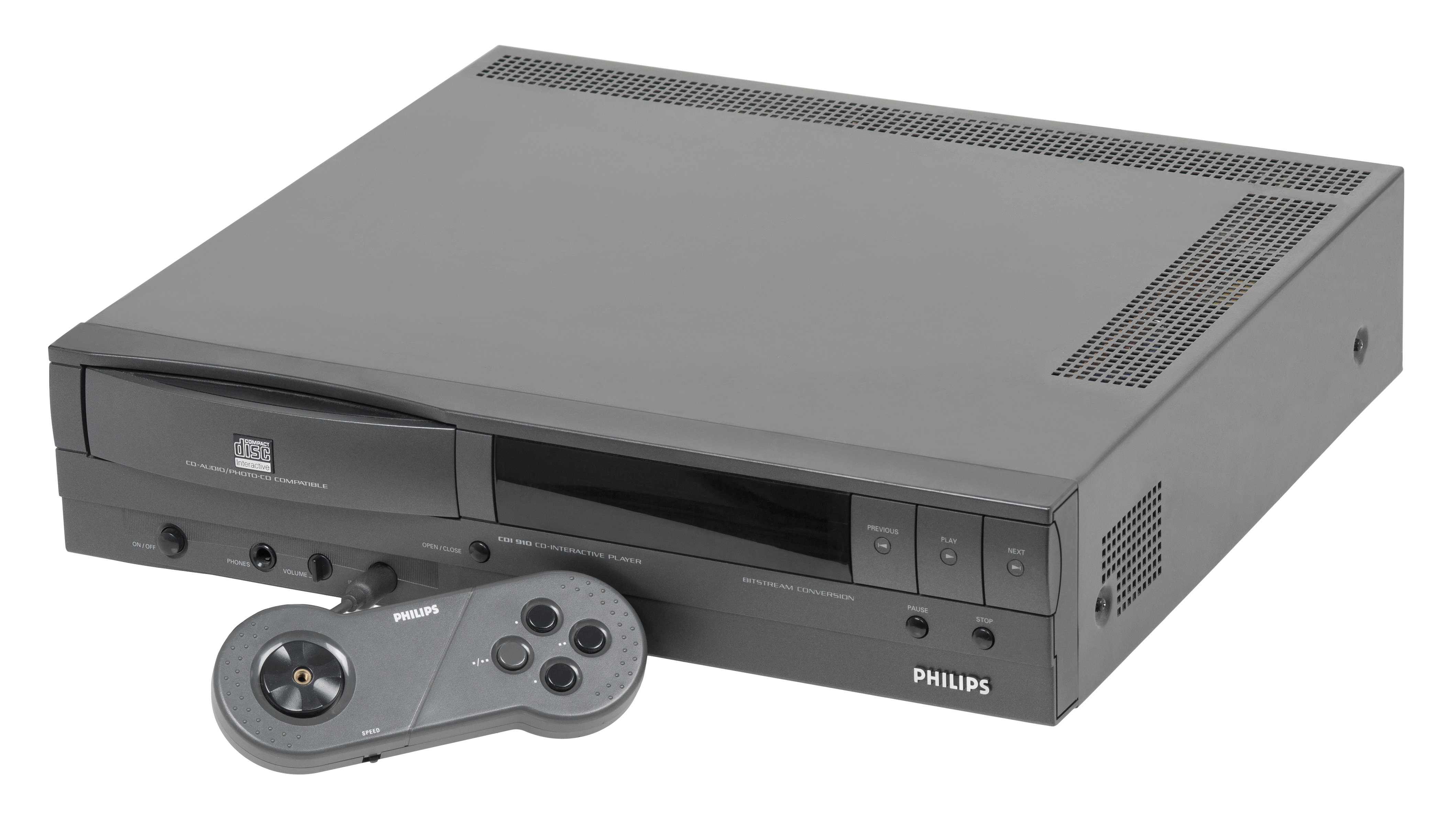
Das Philips-CD-i-System

Diese Liste enthält CD-i-Spiele. Dabei werden auch Titel genannt, die zwar angekündigt wurden, aber nicht erschienen sind.

## Spiele
| Titel                                                              | Entwickler                          | Publisher                  | Veröffentlichung |
| ------------------------------------------------------------------ | ----------------------------------- | -------------------------- | ---------------- |
| 3rd Degree                                                         | PF Magic                            | Philips Interactive Media  | 1992             |
| A Great Day At The Races                                           | CD-I Racing/Dove Films/Total Vision | Philips Interactive Media  | 1993             |
| A Visit To Sesame Street: Letters                                  | Children’s Television Workshop      | Philips Interactive Media  | 1991             |
| Accelerator                                                        | Children’s Television Workshop      | SPC Vision                 | 1997             |
| Alfapet                                                            | Adatek                              | Philips                    | 1993             |
| Alice in Wonderland                                                | Spinnaker Software                  | Philips Interactive Media  | 1992             |
| Alien Gate                                                         | SPC Vision                          | Philips Interactive Media  | 1993             |
| Arcade Classics - Namco Compilation: Galaxian, Galaga, Ms. Pac-Man | Namco                               | Philips Interactive Media  | 1996             |
| Asterix: Caesar’s Challenge                                        | Infogrames                          | Philips Interactive Media  | 1995             |
| Atlantis - The Last Resort                                         | Philips Interactive Media           | Philips Interactive Media  | 1997             |
| Axis & Allies                                                      | CapDisc                             | Philips Interactive Media  | 1994             |
| Backgammon                                                         | CapitolDisc                         | Philips Interactive Media  | 1992             |
| Battleship                                                         | CapDisc                             | Philips Interactive Media  | 1991             |
| Beauty and the Beast                                               | Lightyear Entertainment             | Philips Interactive Media  | 1991             |
| Big Bang Show                                                      | Infogrames Multimedia               | Philips Interactive Media  | 1992             |
| Brain Dead 13                                                      | ICDI                                | Philips Interactive Media  | 1997             |
| Burn:Cycle                                                         | Trip Media                          | Philips Interactive Media  | 1994             |
| Caesar’s World of Boxing                                           | CD-i Systems                        | Philips Interactive Media  | 1991             |
| Caesar’s World of Gambling                                         | CD-i Systems                        | Philips Interactive Media  | 1990             |
| Cartoon Carnival                                                   | FunHouse                            | Philips Interactive Media  | 1993             |
| CD Shoot                                                           | Eaglevision                         | Philips Interactive Media  | 1992             |
| Chaos Control                                                      | Infogrames                          | Philips Interactive Media  | 1995             |
| Christmas Country                                                  | DIMA                                | Philips Interactive Media  | 1996             |
| Christmas Crisis                                                   | Creative Multimedia Corporation     | Philips Interactive Media  | 1995             |
| Cluedo                                                             | 3T Productions Ltd                  | Philips Interactive Media  | 1994             |
| Cluedo: The Mysteries Continue                                     | 3T Productions Ltd                  | Philips Interactive Media  | 1995             |
| Connaone                                                           | RasterSoft                          | Maelstrom Publishing       | nicht erschienen |
| Connect Four                                                       | Capitol Disc Interactive            | Philips Interactive Media  | 1991             |
| Crime Patrol                                                       | CapDisc                             | Philips Interactive Media  | 1996             |
| Crime Patrol 2: Drug Wars                                          | CapDisc                             | Philips Interactive Media  | 1996             |
| Cyber Soldier Sharaku                                              | Japan Interactive Media             | Japan Interactive Media    | 1993             |
| Dark Castle                                                        | PIMA                                | Philips Interactive Media  | 1991             |
| Defender of the Crown                                              | Philips Interactive Media           | Philips Interactive Media  | 1991             |
| De Zaak Van Sam                                                    | NOB Interactive                     | Haarlems Uitgeef Bedrijf   | 1997             |
| Dimo’s Quest                                                       | SPC Vision                          | Philips Interactive Media  | 1994             |
| Dragon’s Lair                                                      | Superclub/ICDI                      | Philips Interactive Media  | 1994             |
| Dragon's Lair II: Time Warp                                        | Superclub/INTL                      | Philips Interactive Media  | 1994             |
| Earth Command                                                      | Visionary Media                     | Philips Interactive Media  | 1993             |
| Effacer                                                            | CapDisc                             | Philips Interactive Media  | 1994             |
| Escape from Cyber City (Freedom Fighter)                           | Fathom Pictures                     | Philips Interactive Media  | 1992             |
| Family Games                                                       | DIMA                                | Philips Interactive Media  | 1995             |
| Family Games II Junk Food Jive                                     | DIMA                                | Philips Interactive Media  | 1995             |
| Flashback: The Quest for Identity                                  | Tiertex Ltd                         | Philips Interactive Media  | 1995             |
| Flintstones & Jetsons: Timewarp                                    | R/GA Interactive                    | Philips Interactive Media  | 1994             |
| Foqus                                                              | Bildgarden                          | Philips Interactive Media  | 1994             |
| Frog Feast                                                         | RasterSoft                          | OlderGames                 | 2007             |
| Go                                                                 | CapDisc                             | Philips Interactive Media  | 1992             |
| Go - Special Edition                                               | CapDisc                             | OlderGames                 | 2002             |
| Goal!                                                              | IContact                            | Philips Interactive Media  | 1993             |
| Golden Oldies 1: Guardian and Invaders                             | The Vision Factory                  | SPC Vision                 | 1997             |
| Golden Oldies 2: Blockbuster and Bughunt                           | The Vision Factory                  | SPC Vision                 | 1997             |
| Golf Tips                                                          | Xdra                                | Philips Interactive Media  | 1994             |
| Golgo 13                                                           | Japan Interactive Media             | Japan Interactive Media    | 1992             |
| Great American Golf                                                | Xdra                                | IContact                   | 1994             |
| Great American Golf 2                                              | Xdra                                | IContact                   | 1994             |
| Haunted House                                                      |                                     | Philips Interactive Media  | 1997             |
| Hotel Mario                                                        | Fantasy Factory                     | Philips Interactive Media  | 1994             |
| Inca                                                               | Coktel Vision                       | Philips Interactive Media  | 1993             |
| Inca II                                                            | Vision Games                        | Philips Interactive Media  | 1994             |
| International Tennis Open                                          | Infogrames Multimedia               | Philips Interactive Media  | 1992             |
| Invasion From The Planet Skyron                                    | Daedalus                            | Philips Interactive Media  | 1995             |
| Jack Sprite Vs The Crimson Ghost                                   | PF Magic                            | OlderGames                 | 2002             |
| Jeopardy!                                                          | Philips Interactive Media           | Philips Interactive Media  | 1994             |
| Karaoke Klassics Family Favourites                                 | Xdra                                | Philips Interactive Media  | 1993             |
| Kether                                                             | Infogrames                          | Philips Interactive Media  | 1993             |
| Kingdom                                                            | CapDisc                             | Philips Interactive Media  | 1994             |
| Kingdom II: Shadoan                                                | Spinnaker Software                  | Philips Interactive Media  | 1996             |
| Kingdom: The Far Reaches                                           | CapDisc                             | Philips Interactive Media  | 1995             |
| Labyrinth Of Crete                                                 | FunHouse                            | Philips Interactive Media  | 1994             |
| L’affaire Morlov                                                   | CPIO Multimedia                     | Philips Interactive Media  | 1996             |
| L’Ange et le Demon                                                 | Philips Interactive Media           | Philips Interactive Media  | 1992             |
| Laser Lords                                                        | Spinnaker Software                  | Philips Interactive Media  | 1992             |
| Lemmings                                                           | DMA                                 | Philips Interactive Media  | 1994             |
| Les Schtroumpfs: Le Téléportaschtroumpf                            | Infogrames                          | Philips Interactive Media  | 1995             |
| Learn With Sooty - Start to Read                                   | Thames International                | Philips Interactive Media  | 1989             |
| Lettergreep                                                        | Wigant Interactive                  | Philips Interactive Media  | 1996             |
| Lingo                                                              | SPC/Vision                          | Philips Interactive Media  | 1994             |
| Link: Die Fratzen des Bösen (OT: Link: The Faces of Evil)          | Animation Magic                     | Philips Interactive Media  | 1993             |
| Litil Divil                                                        | Gremlin Ireland                     | Philips Interactive Media  | 1994             |
| Little Monster at School                                           | Brøderbund                          | Philips Interactive Media  | 1993             |
| Lords of the Rising Sun                                            | Philips POV Entertainment Group     | Philips Interactive Media  | 1992             |
| Lost Eden                                                          | Virgin Interactive                  | Philips Interactive Media  | 1995             |
| Lucky Luke: The Video Game                                         | The Vision Factory                  | Philips Interactive Media  | 1996             |
| Mad Dog McCree                                                     | CapDisc                             | Philips Interactive Media  | 1994             |
| Mad Dog II: The Lost Gold                                          | CapDisc                             | Philips Interactive Media  | 1995             |
| Mah-Jong                                                           | Japan Interactive Media             | Japan Interactive Media    |                  |
| Marco Polo                                                         | Infogrames                          | Philips Interactive Media  | 1994             |
| Master Labyrinth                                                   | AVM                                 | Philips Interactive Media  | 1994             |
| Max Magic                                                          | PF. Magic                           | Philips Interactive Media  | 1994             |
| Mega-Maze                                                          | PolyMedia Communications            | Philips Interactive Media  | 1993             |
| Merlin’s Apprentice                                                | FunHouse                            | Philips Interactive Media  | 1995             |
| Micro Machines                                                     | Codemasters                         | Philips Interactive Media  | 1995             |
| Mutant Rampage: Bodyslam                                           | Animation Magic                     | Philips Interactive Media  | 1994             |
| Myst                                                               | Ledge Multimedia                    | Philips Interactive Media  | 1996             |
| Mystic Midway: Phantom Express                                     | Philips POV Entertainment Group     | Philips Interactive Media  | 1993             |
| Mystic Midway: Rest in Pieces                                      | Philips POV Entertainment Group     | Philips Interactive Media  | 1992             |
| Name That Tune                                                     | Fantasy Factory                     | Philips Interactive Media  |                  |
| NFL Football Trivia Challenge ('94 - '95 Edition)                  | CapDisc                             | Philips Interactive Media  | 1993             |
| NFL Hall of Fame Football                                          | Philips Interactive Media           | Philips Interactive Media  | 1994             |
| NFL Instant Replay                                                 | Philips Interactive Media           | Philips Interactive Media  | 1995             |
| Othello                                                            | Codim Interactive                   | Philips Interactive Media  | 1993             |
| Pac-Panic                                                          | Namco                               | Philips Interactive Media  | 1995             |
| Paint School II                                                    | Spinnaker Software                  | Philips Interactive Media  | 1990             |
| Pinball                                                            | CapDisc Interactive                 | Philips Interactive Media  | 1991             |
| Plunderball                                                        | ISG Productions                     | OlderGames                 | 2002             |
| Power Hitter                                                       | Fathom Pictures                     | Philips Interactive Media  | 1992             |
| Pyramid Adventures                                                 | Compact Disk Incorporated           | Philips Interactive Media  | 1993             |
| Rise of the Robots                                                 | MIRAGE Technologies                 | Philips Interactive Media  | 1995             |
| Sargon Chess                                                       | Spinmaker Software                  | American Interactive Media | 1991             |
| Scotland Yard Interactive                                          | Audio Visuellen                     | Philips Interactive Media  | 1993             |
| Secret Mission                                                     | Microïds                            | Philips Interactive Media  | 1996             |
| Shaolin’s Road                                                     | Infogrames                          | Philips Interactive Media  | 1995             |
| Solar Crusade                                                      | Infogrames Multimedia               | Infogrames Multimedia      | 1999             |
| Space Ace                                                          | Super Club/ICDI                     | Philips Interactive Media  | 1993             |
| Space Ranger                                                       | Studio Interactive                  | OlderGames                 | 2002             |
| Sport Freaks                                                       | SPC Vision                          | Philips Interactive Media  | 1996             |
| Steel Machine                                                      | SPC Vision                          | Philips Interactive Media  | 1993             |
| Striker Pro                                                        | Rage Software                       | American Interactive Media | 1994             |
| Super Fighter                                                      | Super Fighter Team                  | nicht erschienen           | nicht erschienen |
| Super Mario’s Wacky Worlds                                         | NovaLogic                           | nicht erschienen           | nicht erschienen |
| Surf City                                                          | Philips Interactive Media           | Philips Interactive Media  | 1994             |
| Tangram                                                            | Eagle Vision                        | Philips Interactive Media  | 1992             |
| Tetris                                                             | Philips POV                         | Philips Interactive Media  | 1992             |
| Tetsuo Gaiden                                                      | Philips POV                         | Philips Interactive Media  | 1997             |
| Text Tiles                                                         | CapDisc                             | Philips Interactive Media  | 1992             |
| The 7th Guest                                                      | Trilobyte                           | Philips Interactive Media  | 1993             |
| The Apprentice                                                     | The Vision Factory                  | Philips Interactive Media  | 1994             |
| The Berenstein Bears On Their Own, And You On Your Own             |                                     | Philips Interactive Media  | 1993             |
| The Joker’s Wild                                                   | Accent Media Productions            | Philips Interactive Media  | 1993             |
| The Joker’s Wild Jr.                                               | Accent Media Productions            | Philips Interactive Media  | 1994             |
| The Last Bounty Hunter                                             | American Laser                      | Philips Interactive Media  | 1996             |
| The Lost Ride                                                      | Formula                             | Philips Interactive Media  | 1998             |
| The Palm Springs Open                                              | Fathom Pictures                     | Philips Interactive Media  | 1991             |
| The Wacky World of Miniature Golf                                  | Philips Sidewalk Studio             | Philips Interactive Media  | 1993             |
| Thunder in Paradise                                                | Schwartz Bonnan Productions         | Philips Interactive Media  | 1995             |
| Ultra CDi Soccer                                                   | Krisalis Productions                | Philips Interactive Media  | 1992             |
| Uncover: Featuring Tatjanna                                        | SPC Vision                          | Philips Interactive Media  | 1996             |
| Vegas Girls                                                        | Status                              | Philips Interactive Media  | 1995             |
| Video Speedway                                                     | ISG Productions                     | Philips Interactive Media  | 1992             |
| Voyeur                                                             | Philips POV                         | Philips Interactive Media  | 1993             |
| Whack A Bubble                                                     | Creative Multi                      | New Frontier               | 1997             |
| Who Shot Johnny Rock?                                              | CapDisc                             | Philips Interactive Media  | 1995             |
| Wordplay                                                           | Backs                               | Philips Interactive Media  | 1994             |
| World Cup Golf                                                     | US Gold                             | Philips Interactive Media  | 1996             |
| Zelda’s Adventure                                                  | Viridis                             | Philips Media              | 1994             |
| Zelda: Der Zauberstab von Gamelon (OT: Zelda: The Wand of Gamelon) | Animation Magic                     | Philips Interactive Media  | 1993             |
| Zenith                                                             | Radarsoft                           | Philips Media              | 1997             |
| Zombie Dinos From Planet Zeltoid                                   | American Interactive Media          | Philips Interactive Media  | 1992             |